# Krešimir Baranović

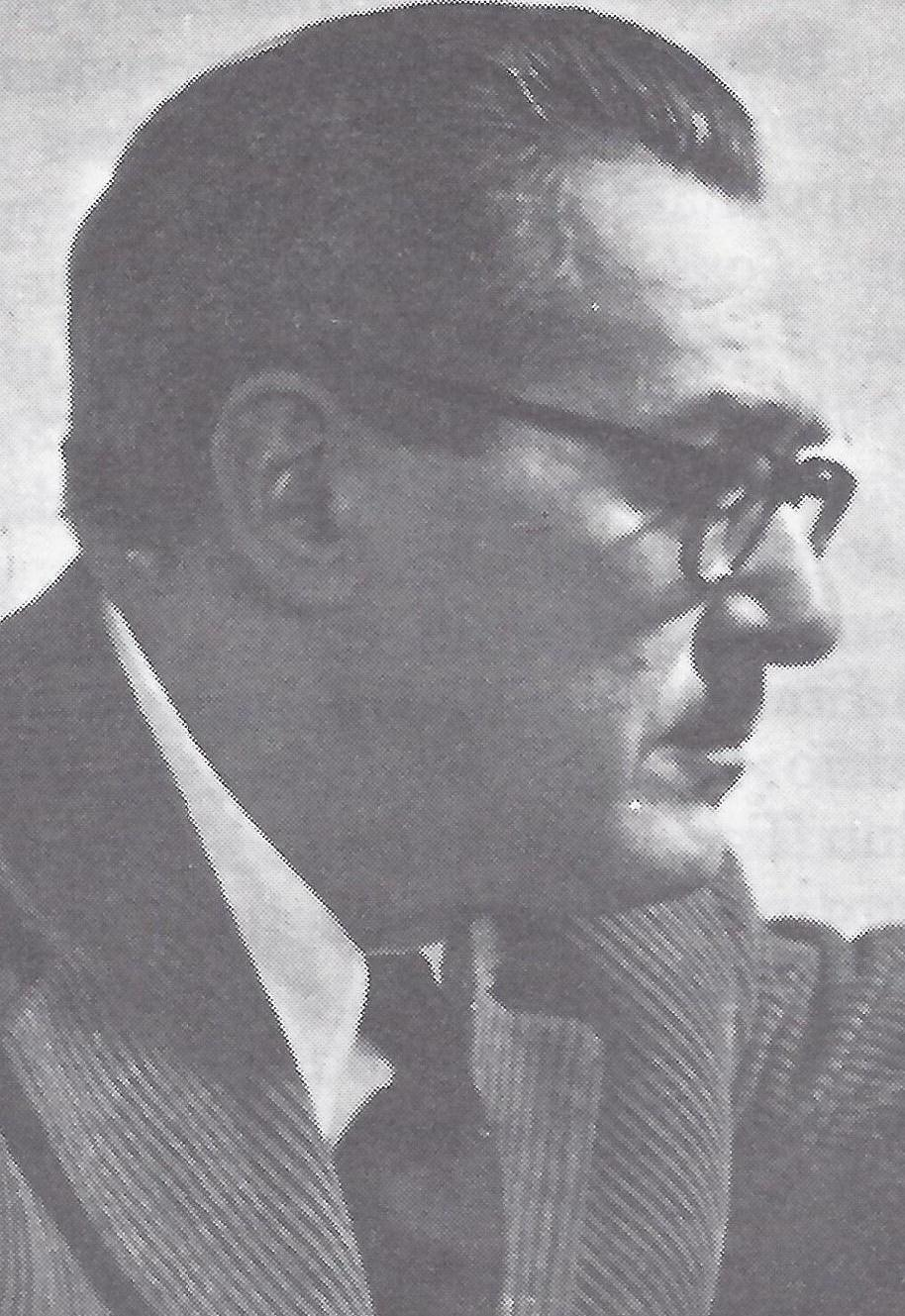
Krešimir Baranović (1894–1975)

Krešimir Baranović (* 25. Juli 1894 in Šibenik; † 17. September 1975 in Belgrad) war ein kroatischer Komponist und Dirigent.

## Leben
Geboren in der dalmatinischen Adria-Stadt Šibenik, erhielt Krešimir Baranović seine frühe musikalische Ausbildung 1908–1912 in Zagreb, wo er privat Stunden bei Karl (auch Dragutin) Kaiser nahm und an der Schule des Kroatischen Musikinstituts Horn bei Fran Lhotka lernte. Nach der Reifeprüfung an der Zagreber Handelsakademie studierte er 1912–1914 an der Wiener Musikakademie, 1921/1922 in Berlin. Ab 1915 wirkte er als Dirigent der Oper des Kroatischen Nationaltheaters Zagreb, deren Direktor er zudem ab 1929 war. In der Saison 1927/1928 begleitete er als Dirigent die Europa-Tournee der Balletttruppe von Anna Pawlowa. Über einen längeren Zeitraum leitete er zudem den Lisinski-Chor. Er war u. a. der Dirigent der kroatischen Erstaufführungen von Modest Mussorgskis Boris Godunow (1918) und Dmitri Schostakowitschs Lady Macbeth von Mzensk (1937). Auch Ballette von Igor Strawinsky wurden in seiner Ära erstmals in Zagreb gezeigt. Wesentliche Förderung erhielten durch ihn die Werke zeitgenössischer kroatischer Komponisten. 
Nachdem er 1943 die Zagreber Oper verlassen hatte, war Baranović während des Zweiten Weltkriegs zunächst einige Zeit im Konzentrationslager Stara Gradiška inhaftiert. Noch im selben Jahr konnte er aber eine Position als Dirigent des Rundfunkorchesters im slowakischen Bratislava antreten. 1945/1946 war er Direktor der Oper von Bratislava. Anschließend kehrte er nach Jugoslawien zurück, wo er bis zu seiner Emeritierung 1964 eine Professur für Dirigieren und Instrumentation an der Belgrader Musikakademie hatte. Gleichzeitig war er 1951–1961 Direktor und Dirigent der Belgrader Philharmoniker. 1954 wurde er zum assoziierten Mitglied der Jugoslawischen (heute Kroatischen) Akademie der Wissenschaften und Künste in Zagreb ernannt, ab 1968 war er Mitglied der Serbischen Akademie der Wissenschaften und Künste.

## Werke (Auswahl)

### Oper
- Geschoren–gemäht Komische Oper nach einem Libretto von Gustav Krklec (1932)
- Die Braut von Cetingrad. Komische Oper, Libretto von Marko Fotez nach einem Stoff von August Šenoa (1942/1951)

### Ballett
- Lebkuchenherz (1924)
- Die Blumen der kleinen Ida. Libretto von Margarita Froman nach dem Märchen von Hans Christian Andersen (1925)
- Imbrek z nosom (Imbrek mit der Nase). Libretto: Krešimir Baranović (1934/1935)
- Chinesische Geschichte. Libretto: Dimitrije Parlić nach Klabunds Der Kreidekreis (1953–1955)

### Gesang und Orchester
- Z mojih bregov (Von meinen Bergen) nach Worten von Franjo Galović für Bariton und Orchester (1927)
- Moj grad (Meine Stadt) nach Worten von Vinko Nikolić (1941/1943)
- Iz osame (Aus der Einsamkeit) nach eigenen Worten (1944)
- Pan. Sinfonische Dichtung nach Worten von Miroslav Krleža für Solisten, Sprecher, Chor und Orchester (1957)
- Goran. Kantate nach Worten von Ivan Goran Kovačić für Sprecher, Solisten und Orchester (1960)
- Oblaci (Wolken) nach Worten von Dobriša Cesarić für Mezzosopran und Orchester (1963)
- Šume, šume (Wälder, Wälder). Kantate nach Worten kroatischer Dichter für Chor und Orchester (1967)
- Na moru (Auf dem Meer) nach Worten von Gustav Krklec für Bariton und Orchester (1973/1974)

### Orchester
- Konzertouvertüre (1916)
- Sinfonisches Scherzo (1921)
- Lebkuchenherz, Suite aus dem Ballett (1924/1927)
- Poème balkanique (1926)
- Sinfonietta in Es-Dur (1939)
- Lied des Guslaren. Rhapsodie (1945)
- Sinfonietta für Streichorchester nach dem Streichquartett (1924/1951)

### Soloinstrument und Orchester
- Konzert für Horn und Orchester (1973/1974)

### Duos und Kammermusik
- Streichquartett (1924)
- Elegie für Horn und Klavier (1950)

Weiters Lieder, Chorsätze, Instrumentalstücke, Schauspielmusik und Musik zu Filmen.

## CD-Diskographie

### Werke von Baranović
- Z mojih bregov, Suite aus Lebkuchenherz – Ljubomir Puškarić (Bariton), Zagreber Philharmoniker, Dirigent: Pavle Dešpalj – auf: 3 Majstora. The not forgotten composers (Croatia Records 6079797, CD 2017)
- Suite aus Lebkuchenherz – Belgrader Philharmoniker, Dirigent: Krešimir Baranović – auf: Springtime in Yugoslavia (Decca Eloquence 4840200, 2CD 2019)[2]

### Baranović als Dirigent fremder Werke
- Modest Mussorgski: Boris Godunow – Miroslav Čangalović, Sofija Janković, Stepan Andrashevich u. a., Chor und Orchester des Nationaltheaters Belgrad, Dirigent: Krešimir Baranović (Decca Eloquence 4826883, 3CD 2018)
- Modest Mussorgski: Chowanschtschina – Žarko Cvejić, Alexander Marinković, Miroslav Čangalović, Melanija Bugarinović u. a., Chor und Orchester des Nationaltheaters Belgrad, Dirigent: Krešimir Baranović (Decca Eloquence 4826893, 3CD 2018)
- Nikolai Rimski-Korsakow: Schneeflöckchen – Biserka Cvejić, Miroslav Čangalović, Sofija Janković u. a., Chor und Orchester des Nationaltheaters Belgrad, Dirigent: Krešimir Baranović (Decca Eloquence 48266913, 3CD 2019)
- Peter Iljitsch Tschaikowski: Pique Dame – Alexander Marinković, Valerija Heybal, Jovan Gligorijević u. a., Chor der jugoslawischen Armee, Kinderchor von Radio Belgrad, Orchester des Nationaltheaters Belgrad, Dirigent: Krešimir Baranović (Decca Eloquence 4826903, 3CD 2018)